# La Lande-Saint-Siméon
La Lande-Saint-Siméon – miejscowość i gmina we Francji, w regionie Normandia, w departamencie Orne.
Według danych na rok 1990 gminę zamieszkiwało 126 osób, a gęstość zaludnienia wynosiła 24 osoby/km² (wśród 1815 gmin Dolnej Normandii La Lande-Saint-Siméon plasuje się na 760. miejscu pod względem liczby ludności, natomiast pod względem powierzchni na miejscu 864.).